# روكساندرا بوبا
روكساندرا بوبا (بالرومانية: Ruxandra Popa)‏ (من مواليد 1987 في بلويستي) عارضة أزياء وملكة جمال رومانية. وقد سميت ملكة جمال رومانيا للأرض 2008. وقد توجت بها ألينا جورج، ملكة جمال رومانيا الأرض 2007.